# Andrzej Olborski
Andrzej Feliks Olborski (ur. 23 marca 1958 w Zamościu) – polski polityk, działacz związkowy i samorządowiec, wicemarszałek województwa lubelskiego (2006–2008).

## Życiorys
Ukończył studia magisterskie w Instytucie Zarządzania i Marketingu Katolickiego Uniwersytetu Lubelskiego.
W latach 1995–2006 był członkiem zarządu Regionu Środkowo-Wschodniego NSZZ „Solidarność”. Od 1998 do 2002 wchodził w skład prezydium zarządu tego regionu, kierował też oddziałem związku w Zamościu. W latach 2002–2006 był zastępcą przewodniczącego zarządu regionu. W okresie 2001–2006 zasiadał w Wojewódzkiej Komisji Dialogu Społecznego w Lublinie. Ukończył w 2004 kurs organizowany przez Departament Pracy Stanów Zjednoczonych, gdzie uzyskał uprawnienia powiatowego specjalisty partnerstwa lokalnego.
Pełnił funkcję prezesa Centrum Szkolenia i Rekreacji „Energetyk” w Krasnobrodzie. Od 1 grudnia 2006 do 28 stycznia 2008 zajmował stanowisko wicemarszałka województwa lubelskiego. W 2010 z listy Prawa i Sprawiedliwości został wybrany do sejmiku lubelskiego, utrzymał mandat również w 2014. Pracował w urzędzie miejskim w Zamościu. W 2018 nie ubiegał się o reelekcję. W wyborach w 2023 wystartował z ramienia PiS do Sejmu. Do 2024 był dyrektorem generalnym zamojskiego oddziału przedsiębiorstwa PGE Dystrybucja, następnie przeszedł na emeryturę.

## Odznaczenia
W 2011 otrzymał Złoty Krzyż Zasługi.